# Anoplodactylus massiliensis
Anoplodactylus massiliensis är en havsspindelart som beskrevs av Bouvier, E.L. 1916. Anoplodactylus massiliensis ingår i släktet Anoplodactylus och familjen Phoxichilidiidae. Inga underarter finns listade i Catalogue of Life.